# Placa Pioneer

Placa Pioneer

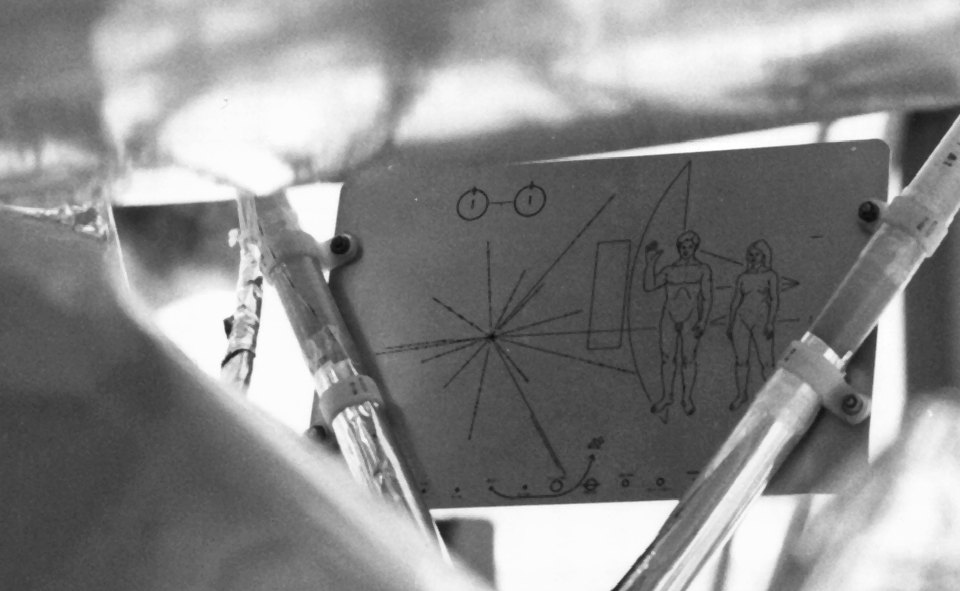
Placa ataşată la Pioneer 10

Plăcuțele Pioneer sunt o pereche de plăci din aluminiu aurit gravate cu diverse simboluri în cadrul programului spațial Pioneer din 1972 (Pioneer 10) și 1973 (Pioneer 11). 

## Date generale
Plăcuțele Pioneer conțin un mesaj pictural, în eventualitatea că navele Pioneer vor fi interceptate de forme de viață extraterestră. Plăcuțele prezintă nudurile unui om de sex masculin și feminin, împreună cu mai multe simboluri care sunt concepute pentru a furniza informații despre originea navei spațiale.
Nava spațială Pioneer a fost primul obiect pe care oamenii  l-au construit pentru a părăsi Sistemul Solar. Plăcile au fost anexate pe suporții de sprijin ai antenei, într-o poziție care să le ferească de eroziunea prafului stelar.

### Proprietăți fizice
- Material: aliaj din aluminiu
- Lățime: 229 mm
- Înălțime: 152 mm
- Grosime: 1.27 mm
- Adâncimea medie de gravură: 0.381 milimetri
- Masă: aproximativ 0.120 kilograme (120 grame)